# Okres Svitavy
Svitavy (Duits: Zwittau) is een district (Tsjechisch: Okres) in de Tsjechische regio Pardubice. De hoofdstad is Svitavy. Het district bestaat uit 116 gemeenten (Tsjechisch: Obec). Sinds 1 januari 2007 horen ook de gemeenten Němčice, Sloupnice en Vlčkov bij deze okres, daarvoor hoorden deze bij de okres Ústí nad Orlicí.

## Lijst van gemeenten
De obcí (gemeenten) van de okres Svitavy. De vetgedrukte plaatsen hebben stadsrechten. De cursieve plaatsen zijn steden zonder stadsrechten (zie: vlek).
Banín - Bělá nad Svitavou - Bělá u Jevíčka - Benátky - Bezděčí u Trnávky - Biskupice - Bohuňov - Bohuňovice - Borová - Borušov - Brněnec - Březina - Březinky - Březiny - Březová nad Svitavou - Budislav - Bystré - Cerekvice nad Loučnou - Čistá - Desná - Dětřichov - Dětřichov u Moravské Třebové - Dlouhá Loučka - Dolní Újezd - Gruna - Hartinkov - Hartmanice - Horky - Horní Újezd - Hradec nad Svitavou - Chmelík - Chornice - Chotěnov - Chotovice - Chrastavec - Janov - Janůvky - Jaroměřice - Jarošov - Javorník - Jedlová - Jevíčko - Kamenec u Poličky - Kamenná Horka - Karle - Koclířov - Korouhev - Koruna - Křenov - Kukle - Kunčina - Květná - Lavičné - Linhartice - Litomyšl - Lubná - Makov - Malíkov - Městečko Trnávka - Mikuleč - Mladějov na Moravě - Morašice - Moravská Třebová - Nedvězí - Němčice - Nová Sídla - Nová Ves u Jarošova - Oldřiš - Opatov - Opatovec - Osík - Pohledy - Polička - Pomezí - Poříčí u Litomyšle - Příluka - Pustá Kamenice - Pustá Rybná - Radiměř - Radkov - Rohozná - Rozhraní - Rozstání - Rudná - Rychnov na Moravě - Řídký - Sádek - Sebranice - Sedliště - Sklené - Slatina - Sloupnice - Staré Město - Stašov - Strakov - Suchá Lhota - Svitavy - Svojanov - Široký Důl - Študlov - Telecí - Trpín - Trstěnice - Tržek - Třebařov - Újezdec - Útěchov - Vendolí - Vidlatá Seč - Víska u Jevíčka - Vítějeves - Vlčkov - Vranová Lhota - Vrážné - Vysoká - Želivsko
Chrudim · Pardubice · Svitavy · Ústí nad Orlicí